# Gustav Jaenecke

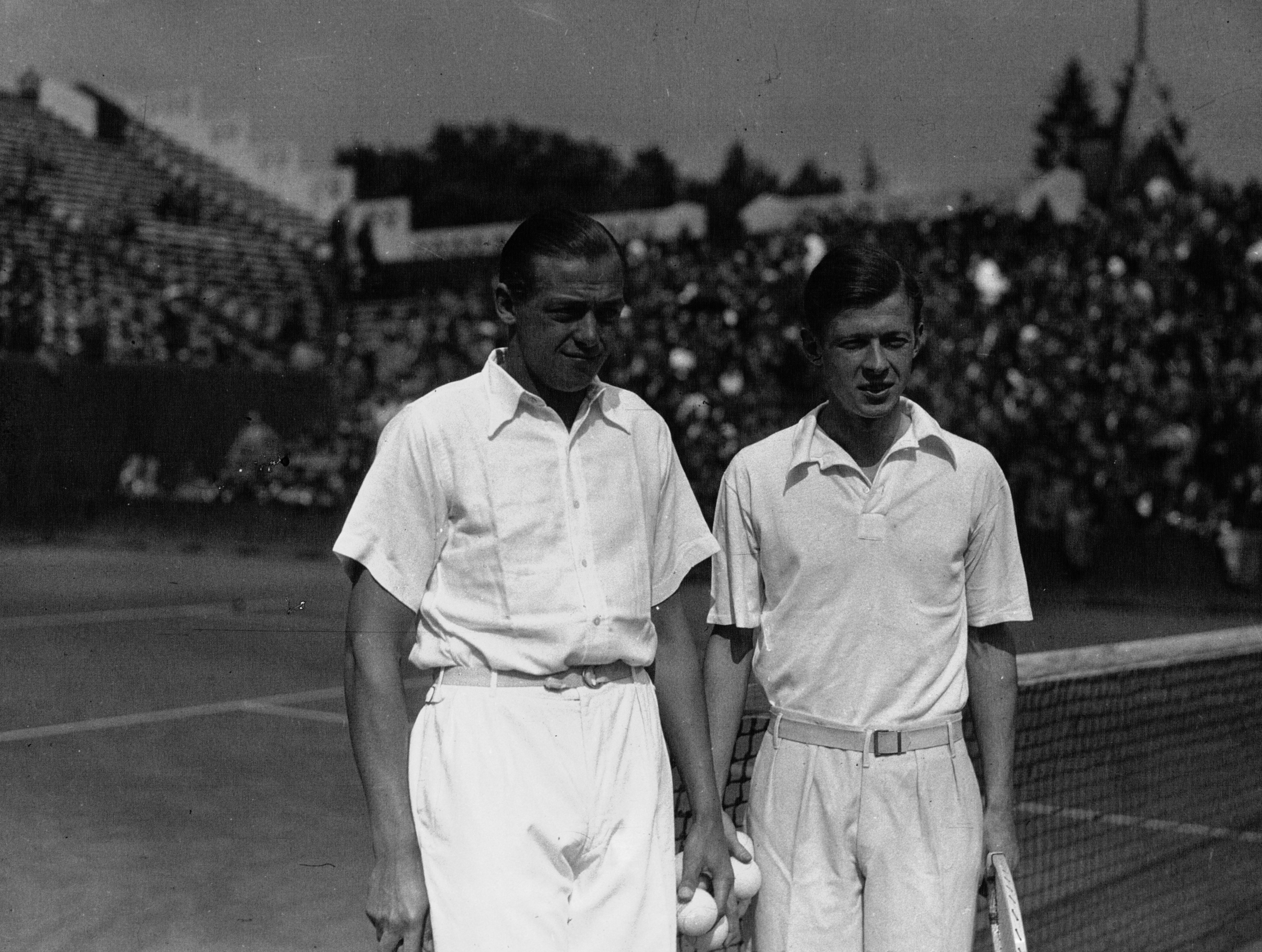
Gustav Jaenecke (links) und Christian Boussus 1932 in Roland Garros

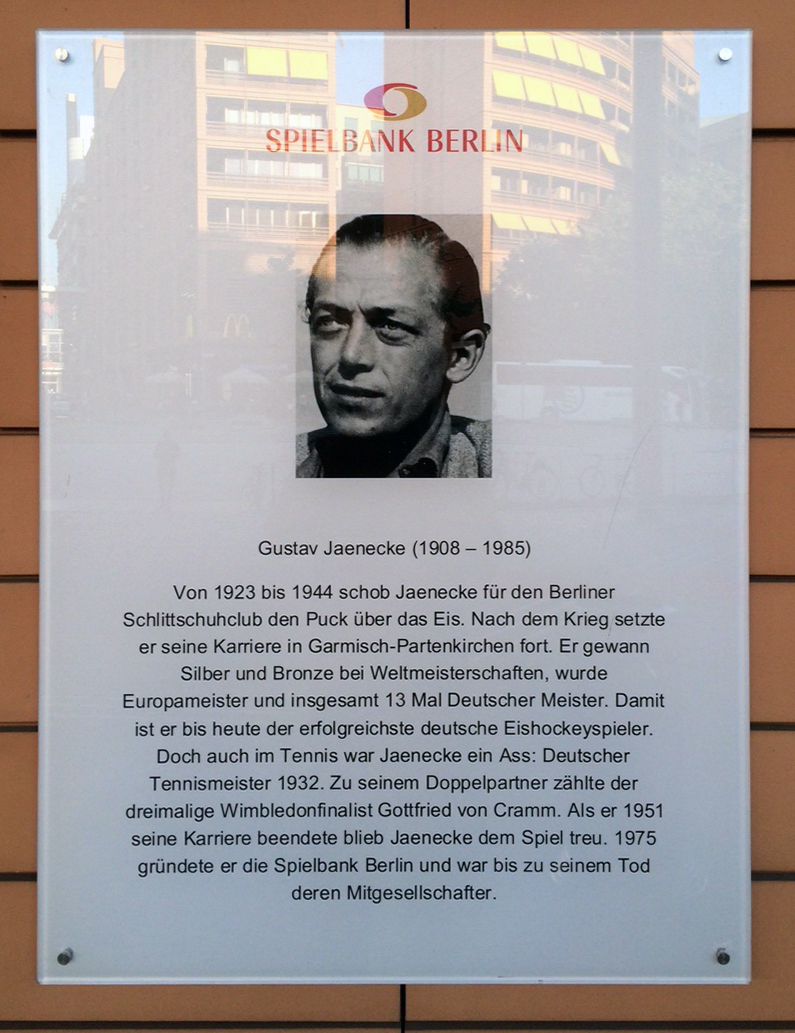
Gedenktafel am Haus, Marlene-Dietrich-Platz 1, in Berlin-Tiergarten

Gustav „Justav“ Jaenecke (* 22. Mai 1908 in Charlottenburg; † 30. Mai 1985 in Bonn) war ein deutscher Eishockey- und Tennisspieler.

## Eishockey
Von 1923 bis 1944 spielte er beim Berliner Schlittschuhclub, wobei er 1944 auch in der Kriegsspielgemeinschaft des BSchC mit dem SC Brandenburg Berlin aktiv war. Der ausgebildete Bankkaufmann galt als einer der ersten Eishockeystars in Deutschland und begann seine Karriere bereits 1915 im Nachwuchs des BSchC. 1925 stieg er als Reservist in die erste Mannschaft des Schlittschuhclubs auf. Er wurde aber erst 1927, nach einer sehr guten Leistung bei den Europameisterschaften in Wien, Stammspieler. Zwischen 1926 und 1937 wurde er mit Berlin neunmal Deutscher Meister und gewann zweimal (1926 und 1928) den Spengler-Cup. 1944 errang er seine zehnte Meisterschaft mit der KSG Berliner SC/SC Brandenburg. Er spielte zwar hauptsächlich als linker Außenstürmer, wurde aber auch als Verteidiger eingesetzt und blieb oftmals über die volle Spielzeit auf dem Eis. Aufgrund seiner Fähigkeiten galt er zu dieser Zeit als einer der besten Spieler Europas, was auch von den Kanadiern anerkannt wurde.
Nach dem Zweiten Weltkrieg zog er 1946 nach Garmisch-Partenkirchen um und schloss sich dem dort heimischen SC Riessersee an. Mit diesem gewann er in den Jahren 1947, 1948 und 1950 seine Meistertitel 11 – 13, so dass er heute noch der Eishockeyspieler mit den meisten deutschen Meistertiteln ist. Er trainierte auch den Nachwuchs des SC Riessersee. 1951 beendete er seine aktive Karriere.
In der Nationalmannschaft spielte er von 1928 bis 1939 und erzielte während dieser Zeit ein Viertel aller Tore. Er konnte mit Deutschland zwei Mal die Europameisterschaft gewinnen sowie mehrere Medaillen bei den Weltmeisterschaften und auch die Bronzemedaille bei den Olympischen Winterspielen 1932 in Lake Placid.
Den Deutschen Meistertitel holte er
- mit dem BSchC 1926, 1928 bis 1933, 1936 und 1937
- mit der KSG BschC/SC Brandenburg 1944
- mit dem SCR 1947, 1948, 1950

Eishockey-Weltmeisterschaften:
- 1928 (10.)
- 1930 (Silbermedaille)
- 1932 (Bronzemedaille)
- 1933 (5.)
- 1934 (Bronzemedaille)
- 1935 (9.)
- 1936 (5.)
- 1937 (4.)
- 1938 (4.)
- 1939 (5.)

Eishockey-Europameisterschaften:
- 1927 (Bronzemedaille)
- 1928 (9.)
- 1929 (8.)
- 1930 (Goldmedaille)
- 1932 (4.)
- 1933 (Bronzemedaille)
- 1934 (Goldmedaille)
- 1935 (8.)
- 1936 (Bronzemedaille)
- 1937 (Bronzemedaille)
- 1938 (Bronzemedaille)
- 1939 (Bronzemedaille)

Olympische Winterspiele:
- 1928 10.
- 1932 Bronzemedaille
- 1936 5.

## Tennis
Neben seiner Eishockeykarriere spielte er auch Tennis, vor dem Ersten Weltkrieg bei den Zehlendorfer Wespen, danach beim BSchC. 1932 wurde er Deutscher Tennismeister und kam zu fünf Einsätzen im Davis-Cup-Team (Gegner: Italien, Japan, Ägypten). Zeitweise spielte er auch als Doppelpartner des dreifachen Wimbledonfinalisten Gottfried von Cramm, mit dem er befreundet war. Dessen erste Ehefrau Lisa, die 1937 seine Freundin wurde, heiratete er 1939. Die Ehe wurde 1947 geschieden. Wegen einer beim Eishockey erlittenen Knieverletzung musste er vorzeitig seine Tenniskarriere beenden.

## Nach der Sportkarriere
Nach Beendigung seiner Sportkarrieren wurde er Spielbankdirektor in Bad Neuenahr. Dort lernte er auch seine zweite Ehefrau kennen. 1970 initiierte er in Berlin einen Förderverein für den Schlittschuh-Club, dessen Vorsitzender er war.
1975 wurde er Hauptgesellschafter der Spielbank Berlin im Europacenter. Gustav Jaenecke wurde auf dem Friedhof von Bad Neuenahr beerdigt.

## Trivia
Jaenecke war nie Mitglied der NSDAP und wurde auch nicht zur Wehrmacht eingezogen, da er als Geschäftsführer seiner Schuhfabrik als unabkömmlich galt. Die Fabrik wurde aber im Krieg zerstört und später in Volkseigentum überführt, da sie im Ostteil Berlins lag.

## Ehrungen
- 1984: Verdienstkreuz am Bande der Bundesrepublik Deutschland
- 1998: Aufnahme in die IIHF Hall of Fame
- 2008: Aufnahme in die Hall of Fame des deutschen Sports